# ゲンティン・モノレール
ゲンティン・モノレール（英・マレー語: Genting Monorail）は、かつてマレーシアにあるゲンティンハイランドにて運行されていたモノレールである。
マレーシア初のモノレールとして1994年に開業した。車両はイモムシに似たような外観で設計されていた。
2013年7月に、コークスクリューおよびグランプリ・ファン・カートと一緒に、ゲンティン・モノレールのサービスが運行停止となった。
当モノレールがマレーシアのテーマパークに売却される以前、1992年にはオランダのフロリアードにて当モノレールの列車が使用されていた。